# Ніколаєвка (Варненський район)
Ніколаєвка (рос. Николаевка) — село у Варненському районі Челябінської області Російської Федерації.
Входить до складу муніципального утворення Ніколаєвське сільське поселення. Населення становить 706 осіб (2017).

## Історія
Від 27 лютого 1927 року належить до Варненського району, спочатку у складі Троїцького округу Уральської області, а відтак — Челябінської області.
Згідно із законом від 9 липня 2004 року органом місцевого самоврядування є Ніколаєвське сільське поселення.

## Населення
| 2002 | 2010 | 2011 | 2012 | 2013 | 2014 | 2015 |
| ---- | ---- | ---- | ---- | ---- | ---- | ---- |
| 1089 | ↘859 | ↘855 | ↘823 | ↘772 | ↘750 | ↘727 |
| 2016 | 2017 |      |      |      |      |      |
| ↘721 | ↘706 |      |      |      |      |      |